# Баїмово (Баймацький район)
Баї́мово (рос. Баимово, башк. Байым) — присілок у складі Баймацького району Башкортостану, Росія. Входить до складу Нігаматовської сільської ради.
До 19 листопада 2008 року присілок входив до складу Іткуловської 2-ї сільради.
Населення — 487 осіб (2010; 521 в 2002).
Національний склад:
- башкири — 100%